# Sébastien Taofifénua
Pour les articles homonymes, voir Taofifénua.

a Compétitions nationales et continentales officielles uniquement.

b Matchs officiels uniquement.
Dernière mise à jour le 15 juillet 2024.
Sébastien Taofifénua, né le 21 mars 1992 à Mont-de-Marsan (Landes), est un joueur international français de rugby à XV évoluant au poste de pilier au sein de l'effectif du Provence rugby depuis 2025.
Il remporte le Challenge européen avec le Lyon OU en 2022.
Il est le fils de Willy Taofifénua, qui a joué avec le FC Grenoble, et le frère de Romain et Killian Taofifénua, également joueurs de rugby professionnels.

## Biographie
Né à Mont-de-Marsan le 21 mars 1992, Sébastien Taofifénua a des origines wallisiennes par son père Willy Taofifénua. Il commence le rugby à l'école de rugby de l'AS Fontaine avant de rejoindre l'AL Échirolles, deux clubs de la banlieue de Grenoble,.
Il joue ensuite à l'USA Limoges et à l'USA Perpignan et commence avec l'équipe espoir avant de faire ses débuts avec l'équipe professionnelle en 2011.
Il fait partie de la promotion Adrien Chalmin (2010-2011) au Pôle France du Centre national de rugby de Linas-Marcoussis aux côtés de, entre autres, Tom Ecochard, Yohann Artru, Vincent Martin, Kélian Galletier et Fabrice Catala. Au mois de juin 2012, il dispute le Championnat du monde junior disputé en Afrique du Sud où la France termine à la sixième place. Il est blessé au cours du tournoi.
En 2014, il signe à l'Union Bordeaux Bègles.
En novembre 2017, il est sélectionné avec les Barbarians français pour affronter les Māori All Blacks au Stade Chaban-Delmas de Bordeaux. Les Baa-Baas parviennent à s'imposer 19 à 15. Il est ensuite sélectionné en équipe de France par Guy Novès. Il est remplaçant lors de la défaite face à l'Afrique du Sud le 18 novembre (17-18) puis pour le match nul face au Japon le 25 novembre (23-23).
Sélectionné pour la tournée en Nouvelle-Zélande en juin 2018, il ne joue pas avec l'équipe de France mais rejoint les Barbarians français lors de la dernière semaine pour affronter les Highlanders à Invercargill. Il est titularisé au poste de pilier gauche mais les Baa-baas s'inclinent 29 à 10 à Invercargill.
En juin 2018, il est recruté par le RC Toulon. Il rejoint alors son frère Romain, au club depuis 2014.
En 2021, alors qu'il doit rejoindre l'Aviron bayonnais, la relégation du club basque fait qu'il signe à la place un contrat de deux saisons avec le Lyon OU.
En juin 2022, il participe à la tournée des Barbarians français aux États-Unis pour affronter la sélection américaine le 1er juillet 2022 à Houston. Les Baa-baas s'inclinent 26 à 21.
À l'issue de la saison 2022-2023, il est appelé dans une liste de 23 joueurs pour participer à un stage avec les Bleus. Cette liste est marquée par l'absence des joueurs étant demi-finalistes du championnat.
À l'issue de la saison 2023-2024, au mois de juin, il est retenu en équipe de France dans une liste de trente-deux joueurs pour préparer la tournée d'été en Argentine. Cette liste est marquée par l'absence des cadres habituels et la présence de nombreux joueurs sans sélections. Le 10 juillet 2024, il joue sous le maillot national face à l'Uruguay, dans une rencontre non capée disputée par l'équipe de France développement.
En octobre 2024, le Midi Olympique annonce la signature du pilier au Provence Rugby à l'issue de la saison 2024-2025.

## Statistiques en équipe nationale
| Année | Compétition             | Matchs | Points | Essais |
| ----- | ----------------------- | ------ | ------ | ------ |
| 2017  | Test matchs             | 2      | -      | -      |
| 2023  | Test matchs             | 1      | -      | -      |
| 2024  | Tournoi des Six Nations | 4      | -      | -      |
| 2024  | Tournée d'été           | 2      | -      | -      |
| Total | Total                   | 9      | 0      | 0      |

## Palmarès
- Vainqueur du Challenge européen en 2022 avec le Lyon OU.